# Cheng Yi (filósofo)
Cheng Yi ( chino simplificado: 程颐 ), (1033, Huangpi (dinastía Song) - 5 de octubre de 1107),nombre de cortesía Zhengshu (正 叔), también conocido como Yichuan Xiansheng (先生), fue un filósofo chino de la dinastía Song. Trabajó con su hermano mayor Cheng Hao. Al igual que su hermano, fue alumno de Zhou Dunyi, amigo de Shao Yong y sobrino de Zhang Zai. Los cinco de ellos junto con Sima Guang son llamados los Seis Grandes Maestros por su seguidor Zhu Xi. Se convirtió en una figura prominente en el neoconfucianismo, y la filosofía de Cheng Yi, Cheng Hao y Zhu Xi se conoce como la escuela Cheng-Zhu o la Escuela Racionalista.

## Vida
Cheng nació en Luoyang, Henan en 1033. Ingresó en la universidad nacional en 1056 y recibió el título de "académico" en 1059. Vivió y enseñó en Luoyang, y rechazó numerosos nombramientos para altos cargos. Hizo campaña contra las políticas reformistas de Wang Anshi, y después de que los reformadores fueron destituidos de su cargo, fue nombrado expositor en espera en 1086 para comenzar a dar conferencias al emperador sobre el confucianismo. Era más agresivo y obstinado que su hermano, y se creó varios enemigos, entre ellos Su Shi, el líder del grupo de Sichuan. En 1097, sus enemigos pudieron prohibir sus enseñanzas, confiscar sus propiedades y desterrarlo. Fue indultado tres años después, pero fue incluido en la lista negra y nuevamente su trabajo fue prohibido en 1103. Finalmente fue indultado en 1106, un año antes de su muerte.
En 1452 fue otorgado el título Wujing Boshi ( 五 經 博士 ) a los descendientes de Cheng Yi y otros sabios confucianos como Mencius, Zengzi, Zhou Dunyi y Zhu Xi. 
Un conocido chengyu立雪 門 立雪 se refiere a un incidente en el que dos hombres ( Yang Shi y You Zuo ) que solicitaron ser tomados como sus discípulos se quedaron en la nieve durante horas en su puerta y se convirtieron en ejemplos reconocidos de las virtudes confucianas de la devoción por aprender y de respetar al maestro.
Se cree que Cheng Yi es responsable del aumento del culto a la castidad de las viudas. Argumentó que sería impropio que un hombre se casara con una viuda ya que ella había perdido su integridad. Sobre la cuestión de las viudas que se habían empobrecido debido a la muerte de sus esposos, Cheng declaró: "Morir de hambre es un asunto pequeño, pero perder la castidad de uno es un gran asunto". (餓死 事 ， ， 失節 事 大) La práctica de la castidad de las viudas que se hizo común en las dinastías Ming y Qing ocasionaría dificultades y soledad a muchas viudas, así como un aumento dramático de suicidios de viudas durante la era Ming.